# Brandon (Suffolk)
Pour les articles homonymes, voir Brandon.
Brandon est une ville du Royaume-Uni dans le Suffolk, à 50 km au nord-ouest d'Ipswich.